# Duljci
Duljci (cyr. Дуљци) – wieś w Bośni i Hercegowinie, w Republice Serbskiej, w gminie Šipovo. W 2013 roku liczyła 194 mieszkańców.